# المريض في الغرفة 18 (رواية)
المريض في الغرفة 18 هي رواية غامضة صدرت عام 1929 بقلم ميجنون جي إبرهارت. أول رواية منشورة لإبرهارت، تتبع مغامرات الممرضة سارة كيت، التي ظهرت لاحقًا في ستة أعمال أخرى لإبرهارت، وأصبحت واحدة من أكثر الشخصيات الغامضة شهرة في ذلك الوقت. أصبحت الرواية فيما بعد أساسًا لفيلم سينمائي صدر عام 1938 بواسطة شركة وارنر براذرز، يحمل نفس العنوان، بطولة باتريك نولز وآن شيريدان.